# Stroud & District League
De Stroud & District League is een Engelse regionale voetbalcompetitie. De competitie werd in 1902 opgericht en bestaat uit veertien divisies. De hoogste divisie bevindt zich op het 14de niveau in de Engelse voetbalpiramide. De kampioen promoveert naar de Gloucester Northern Senior League.